# 襄公 (宋)
襄公（じょうこう、? - 紀元前637年）は、中国春秋時代の宋の君主（在位：紀元前651年 - 紀元前637年）。姓は子、諱は茲甫、諡は襄。桓公の子。春秋五覇の一人に数えられることがある。

## 即位
紀元前651年に宋公の位に即く。襄公には異母兄の公子目夷（子魚）がおり、襄公は位を目夷に譲ろうとしていたが、父の桓公に拒否され、宋公になった後に目夷を宰相の地位に就けた。
即位直後の喪が明けていない時から斉の桓公が主催する会盟に参加し、その後もたびたび会盟に参加した。襄公は私事よりも礼を重視する理想主義者であった。
紀元前643年に桓公が死去した。斉国内では後継を巡って内乱状態になる。これに対して襄公は会盟を開いて曹・衛・邾ら小国を引き連れ、かつて宋に留学していた縁がある太子昭を推し立てて斉へと赴き、内乱を収めて昭を斉公とした。これが孝公である。さらに会盟に来なかった滕の宣公を捕らえた。
紀元前639年、斉・楚と会盟し、諸侯の盟主となることを楚に認められた。この間、目夷は宋が諸侯の盟主となることは身の丈に合っていないので危険だと諌めていたが、襄公は聴かなかった。さらに襄公は楚・陳・蔡・許・曹を集めて会盟を行うが、この席で楚により監禁され、盟主としての面目をつぶされる。
翌年、襄公は屈辱を晴らすべく衛・許・滕などを引き連れて、楚の盟下にあった鄭を攻める。これに際しても目夷は諌めたが、襄公は聴かなかった。楚の成王は軍を発して鄭を救援に向かい、両軍は宋国内の泓水の畔で戦うことになる。

## 泓水の戦い
楚軍は宋軍に比べて圧倒的大軍であった。そこで目夷は敵が渡河している間に攻撃するべきだと言ったが、襄公はこれを許さなかった。楚軍は渡河し終わったが、いまだ陣形が整っていなかった。目夷は再びここで攻撃するべきだと言ったが、襄公はこれも許さなかった。ついに楚軍は陣形を整え、両軍は激突したが、当然大軍の楚の圧勝に終わり、襄公は太股に怪我を負った（泓水の戦い）。
帰国後、なぜあの時に攻撃しなかったのかと問われ、襄公は「君子は人が困窮している時に付け込んだりはしないものだ」と答え、目夷はこれを聞いて呆れ、「戦時の道理は平時のそれとは違う」と言った。
その後で、晋の亡命公子である重耳（後の文公）が宋を訪れた。襄公はこれを大いに歓待し、馬車20乗（馬80頭）を贈った。
紀元前637年夏、太股の傷が元で死去した。

## 評価
泓水の戦いで、圧倒的に自軍が不利にも拘らず上述のような行動をとったことから、身の程知らずの情けのことを宋襄の仁と呼ぶようになった。
その一方で、襄公は旧国の遺族であるという自負から（宋は殷の末裔）、当時失われつつあった戦場に於ける礼を頑固に守り通そうとした理想主義者であるという擁護論として、司馬遷などが、襄公のことを評価している（『史記』宋微子世家）。
実際、当時は「両軍が挑戦と応戦の使者をやりとりしてから開戦する」「白髪混じりの捕虜は『老兵』として無条件に釈放される」「両軍が代表の勇士を出し、その決闘で勝敗を決める」などの儀礼的な慣習が戦場であっても色濃く残っていた時代であり、『孫子』にある「兵は詭道なり」といった効率重視の戦争ではなかった。